# Riòm
Rioms és un municipi francès situat al departament de la Droma i a la regió d'Alvèrnia-Roine-Alps. L'any 2007 tenia 22 habitants.

## Demografia

### Població
El 2007 la població de fet de Rioms era de 22 persones. Hi havia 8 famílies de les quals 4 eren unipersonals (4 dones vivint soles i 4 dones vivint soles) i 4 parelles amb fills.
La població ha evolucionat segons el següent gràfic:
Habitants censats

### Habitatges
Tots els 8 habitatges que hi havia el 2007 eren l'habitatge principal de la família. Tots els 7 habitatges eren cases. Tots els 8 habitatges principals que hi havia estaven ocupats pels seus propietaris; 6 tenien quatre cambres i 2 en tenien cinc o més. 7 habitatges disposaven pel capbaix d'una plaça de pàrquing. A 7 habitatges hi havia un automòbil i a 1 n'hi havia dos o més.

### Piràmide de població
La piràmide de població per edats i sexe el 2009 era:
| Homes | Edats   | Dones |
| ----- | ------- | ----- |
| 0     | 95 o +  | 0     |
| 0     | 90 a 94 | 0     |
| 0     | 85 a 89 | 0     |
| 0     | 80 a 84 | 0     |
| 0     | 75 a 79 | 0     |
| 0     | 70 a 74 | 0     |
| 0     | 65 a 69 | 0     |
| 0     | 60 a 64 | 0     |
| 0     | 55 a 59 | 0     |
| 0     | 50 a 54 | 4     |
| 4     | 45 a 49 | 0     |
| 0     | 40 a 44 | 0     |
| 0     | 35 a 39 | 0     |
| 0     | 30 a 34 | 0     |
| 0     | 25 a 29 | 0     |
| 0     | 20 a 24 | 0     |
| 0     | 15 a 19 | 4     |
| 0     | 10 a 14 | 0     |
| 0     | 5 a 9   | 0     |
| 0     | 0 a 4   | 0     |

## Economia
El 2007 la població en edat de treballar era de 13 persones, 10 eren actives i 3 eren inactives. De les 10 persones actives 9 estaven ocupades (5 homes i 4 dones) i 1 aturada (1 dona i 1 dona). De les 3 persones inactives 1 estava estudiant i 2 estaven classificades com a «altres inactius».
Activitats econòmiques
L'únic establiment que hi havia el 2007 era d'una empresa de comerç i reparació d'automòbils.

## Poblacions més properes
El següent diagrama mostra les poblacions més properes.